# Subdistrito del Golán
El subdistrito de los Altos del Golán (en hebreo: נפת רמת הגולן) (transliterado: Moatza Azorit HaGolan) forma parte del Distrito del Norte de Israel. El subdistrito se extiende sobre los Altos del Golán, en el área que fue ocupada por las fuerzas armadas israelíes después de la guerra de los Seis Días en 1967. El territorio del Golán fue transferido a la soberanía isrelí después de la promulgación de la ley de los Altos del Golán por parte del parlamento israelí en 1981. El asentamiento humano más grande en la región de los Altos del Golán es el pueblo druso de Majdal Shams, que se encuentra al pie del monte Hermón, en el Distrito del Norte. La región tiene 1.154 kilómetros cuadrados. El subdistrito tiene una densidad de población de 36 habitantes por kilómetro cuadrado y su población incluye a ciudadanos árabes, judíos y drusos. En 1982, el parlamento israelí aprobó la Ley de los Altos del Golán y declaró que la legislación israelí también se tenía que aplicar en los Altos del Golán. El subdistrito tiene 36 localidades, de las cuales 32 son localidades judías y 4 son localidades drusas.

## Concejos locales
- Buqata
- Ein Qiniyye
- Ghajar
- Majdal Shams
- Masade
- Katzrin

## Concejos regionales
El Concejo Regional del Golán (en hebreo: מועצה אזורית גולן) (transliterado: Moatza Azorit Golan) es un concejo regional que representa a la mayoría de los asentamientos israelíes de los Altos del Golán. El concejo está formado por 19 moshavim, 10 kibutzim, y varios pueblos. La sede del concejo se encuentra en la ciudad de Katzrin, aunque la localidad de Katzrin no forma parte del concejo regional. El jefe del concejo es Eli Malka.

### Poblaciones
| - Afik - Alonei HaBashan - Aniam - Avnei Eitan - Bnei Yehuda - Ein Zivan - El Rom - Eliad - Geshur - Givat Yoav - Hispin | - Kanaf - Kela Alon - Keshet - Kfar Haruv - Khad Nas - Kidmat Tzvi - Maale Gamla - Merom Golan - Metzar - Mevo Hama - Natur | - Neot Golan - Neve Ativ - Nimrod - Nov - Odem - Ortal - Ramat Magshimim - Ramot - Sha'al - Yonatan |